# Nazionale maschile di hockey su prato del Kenya
La nazionale di hockey su prato del Kenya è la squadra di hockey su prato rappresentativa del Kenya.

## Partecipazioni

### Mondiali
- 1971 – 4º posto
- 1973 – 12º posto
- 1975 – non partecipa
- 1978 – non partecipa
- 1982 – non partecipa
- 1986 – non partecipa
- 1990 – non partecipa
- 1994 – non partecipa
- 1998 – non partecipa
- 2002 – non partecipa
- 2006 – non partecipa
- 2010 – non partecipa
- 2014 – non partecipa
- 2018 – non partecipa

### Olimpiadi
- 1908-1952 - non partecipa
- 1956 - 10º posto
- 1960 - 8º posto
- 1964 - 6º posto
- 1968 - 8º posto
- 1972 - 13º posto
- 1976 - non partecipa
- 1980 - non partecipa
- 1984 - 9º posto
- 1988 - 12º posto
- 1992-2008 - non partecipa

### Champions Trophy
- 1978-2008 – non partecipa

### Hockey African Cup of Nations
?